# IV. SS-Panzerkorps
Das IV. SS-Panzerkorps war ein Großverband der Waffen-SS im Zweiten Weltkrieg.

## Geschichte
Die Aufstellung des Generalkommandos IV. SS-Panzerkorps wurde am 5. August 1943 vom SS-Führungshauptamt aufgrund eines Führerbefehls vom 1. Juni 1943 im Raum Poitiers in Frankreich angeordnet. Mit der Aufstellung wurde SS-Obergruppenführer Alfred Wünnenberg beauftragt. Die Aufstellung wurde jedoch abgebrochen und die bereits vorhandenen Stäbe zur Aufstellung des VI. SS-Freiwilligen-Armeekorps (lett.) in Frankfurt/Oder verwendet. Zur tatsächlichen Aufstellung des Korps kam es erst am 30. Juni 1944 durch die Umbenennung und Übernahme der Korpstruppen des VII. SS-Panzerkorps, das sich seit Oktober 1943 im Aufbau befunden hatte.

Erster Kommandierender General wurde SS-Gruppenführer Matthias Kleinheisterkamp. Anders als für die bisherigen SS-Panzerkorps wurde für das IV. SS-Panzerkorps keine schwere Panzer-Abteilung aufgestellt. Das Korps war ursprünglich zur Führung der 10. SS-Panzer-Division „Frundsberg“ und der 17. SS-Panzergrenadier-Division „Götz von Berlichingen“ an der Invasionsfront in der Normandie vorgesehen.
Mit Befehl vom 19. Juli 1944 wurde das Korps dann aber zur Heeresgruppe Mitte an die Ostfront befohlen und der bisherige Kommandeur der 5. SS-Panzer-Division „Wiking“, SS-Gruppenführer Herbert Otto Gille, zum neuen Kommandierenden General bestellt. Mit Wirkung vom 30. Juli wurde das Korps der 9. Armee unterstellt. Bis zum Dezember 1944 stand das Korps danach in Abwehrschlachten im Raum Warschau, bevor es mit Befehl vom 24. Dezember 1944 nach Ungarn beordert wurde. 
Die ersten Staffeln des IV. SS-Panzerkorps trafen in letzten Tagen des Jahres 1944 in Raab ein und wurden der 6. Armee unterstellt. Im Januar 1945 führte das Korps mehrere erfolglose Entsatzversuche unter der Bezeichnung „Unternehmen Konrad 1–3“ für die in Budapest eingeschlossenen Truppen durch (→ Schlacht um Budapest). Nach der Kapitulation der eingeschlossenen Truppen zog sich das Korps in den Raum Stuhlweißenburg zurück, wo es auf das Unternehmen „Frühlingserwachen“, die Plattenseeoffensive, vorbereitet wurde. Der Angriff der 6. Panzerarmee schlug nach geringen Anfangserfolgen fehl und das IV. SS-Panzerkorps wurde von der Einschließung bedroht. Durch den Einsatz der 9. SS-Panzer-Division „Hohenstaufen“ konnte sich das Korps gerade noch befreien und zog sich danach nach Österreich zurück, wo die Korpsführung mit einem Teil der unterstellten Einheiten am 9. Mai 1945 in Radstadt gegenüber amerikanischen Verbänden kapitulierte. Weitere Teile des Korps ergaben sich in anderen Gemeinden von Salzburg und Oberösterreich den Amerikanern.

## Gliederung
Korpstruppen
- SS-Korps-Nachrichten-Abteilung 104
- SS-Artilleriekommandeur 104
- SS-Werfer-Abteilung 104/schwere SS-Artillerie-Abteilung 104/504
- SS-Flak-Abteilung 104/504
- SS-Korps-Pionier-Bataillon 104/504
- SS-Korps-Sanitäts-Abteilung 104
- SS-Korps-Nachschubtruppen 104

Unterstellte Divisionen
- 28. Juli 1944: 3. SS-Panzer-Division, 5. SS-Panzer-Division
- 31. August 1944: 73. Infanterie-Division, ungarische 1. Kavallerie-Division, 3. SS-Panzer-Division, 5. SS-Panzer-Division
- 20. Januar 1945: 3. SS-Panzer-Division, 5. SS-Panzer-Division, 3. Panzer-Division, 1. Panzer-Division, Teile ungarische 25. Infanterie-Division
- 5. März 1945: 3. SS-Panzer-Division, 5. SS-Panzer-Division, ungarische 2. Panzer-Division
- 30. April 1945: Kampfgruppe 5. SS-Panzer-Division, Kampfgruppe 3. Panzer-Division, Kampfgruppe 1. Panzer-Division, 14. SS-Grenadier-Division (galiz. Nr. 1)

## Kommandierende Generale
- 5. August bis 30. August 1943: SS-Obergruppenführer und General der Polizei Alfred Wünnenberg
- 24. Oktober 1943 bis 14. März 1944: SS-Gruppenführer und Generalleutnant der Waffen-SS Walter Krüger
- 1. Juli bis 19. Juli 1944: SS-Gruppenführer und Generalleutnant der Waffen-SS Matthias Kleinheisterkamp
- 28. Juli 1944 bis 8. Mai 1945: SS-Obergruppenführer und General der Waffen-SS Herbert Otto Gille